# Väpnarkaktussläktet
Väpnarkaktussläktet är ett växtsläkte inom familjen kaktusar som beskrevs av Curt Backeberg 1938. Släktet innehåller 13 arter, bland annat väpnarkaktus A. cartwrightianus. Arterna är huvudsakligen trädlika kaktusar från Sydamerika. De har en markerad åtsnörpning vid slutet av årstillväxten, och mestadels vita blommor. Frukterna är vanligen taggiga.